# Калик, Михаил Наумович
Михаи́л Нау́мович Ка́лик (при рождении Моисе́й На́хманович Кали́к; 29 января 1927, Архангельск, РСФСР, СССР — 31 марта 2017, Иерусалим, Израиль) — советский и израильский кинорежиссёр, сценарист.

## Биография
Родился в семье актёра еврейского передвижного театра и немого кинематографа, режиссёра, киносценариста и впоследствии одного из основателей архангельского Театра рабочей молодёжи Нахмана Мойшевича (Наума Моисеевича) Калика (псевдоним Нахман Наумов-Калик, 1 марта 1892 — 1950), из киевской мещанской семьи; мать — Лея-Либа Шлёмовна Калик (в девичестве Туркель/Теркель, 1895—1970), дочь таращанского мещанина. Родители заключили брак 12 июля 1918 года в Одессе. 
Отец был режиссёром, сценаристом и актёром кинолент немого кинематографа «На подвиг ратный, за Русь святую» (патриотическая говорящая кинодрама; Киев, выпущен 6 декабря 1914), «Серые герои» (кинодекламация Нахмана Наумова-Калика, военно-патриотический фильм; Киев, выпущен 16 октября 1915), «В кровавом яростном бою» (говорящая картина в исполнении Нахмана Наумова-Калика. Режиссёр П. Скуратов. Товарищество Братьев Калик, Киев, 1916) и «Революционная русская армия» (кинодекламация по сценарию и в исполнении Нахмана Наумова-Калика в 4 частях; Одесса, выпущен 12 марта 1917), после революции работал в Наркомвоене и в театре кукол. После переезда из Архангельска в Москву (где с начала 1920-х годов жил брат отца — Григорий Моисеевич Калик-Гришин, сотрудник редакций газет «Гудок» и «Известия ЦИК и ВЦИК»), отец до конца жизни работал при Госэстраде с собственной программой театра марионеток. Семья жила на улице Горького, № 24.
В сентябре 1941 года семья эвакуировалась из Москвы в Нальчик, потом в Тбилиси; в августе 1943 года вернулись в Москву.
В 1945 году посещал подготовительные детские курсы при Доме актёра. С 1946 года учился на факультете театроведения ГИТИСа, оставил учёбу в 1949 году, поступив во ВГИК (мастерская Григория Александрова).
В 1951 году вместе с несколькими другими студентами был арестован по обвинению в «еврейском буржуазном национализме» и «террористических намерениях», осуждён на 10 лет исправительно-трудовых лагерей по статье 58—17. Прошёл несколько тюрем и лагерей, в том числе Лефортово и Озерлаг. В лагере познакомился с актёром Лейбу Левиным. Освобождён и реабилитирован в 1954 году, восстановлен на третьем курсе института.
Продолжил учёбу и в 1958 году окончил режиссёрский факультет уже как выпускник мастерской Сергея Юткевича.
Режиссёр-постановщик фильмов «Колыбельная», «Человек идёт за солнцем», «До свидания, мальчики» и других.
Фильм «Любить…» был снят в 1968 году и вышел на экраны небольшим тиражом после того, как был перемонтирован без ведома и согласия автора. Режиссёр и сценарист Михаил Калик обратился в суд, но он не состоялся, а в отношении самого режиссёра было возбуждено уголовное дело, при обыске у него была реквизирована авторская копия фильма. В 1990 году он частично восстановил и доработал фильм, поскольку авторская копия так и не была найдена. С Александром Шаровым написал сценарий «Король Матиуш и старый доктор» для предполагаемой картины о Януше Корчаке.

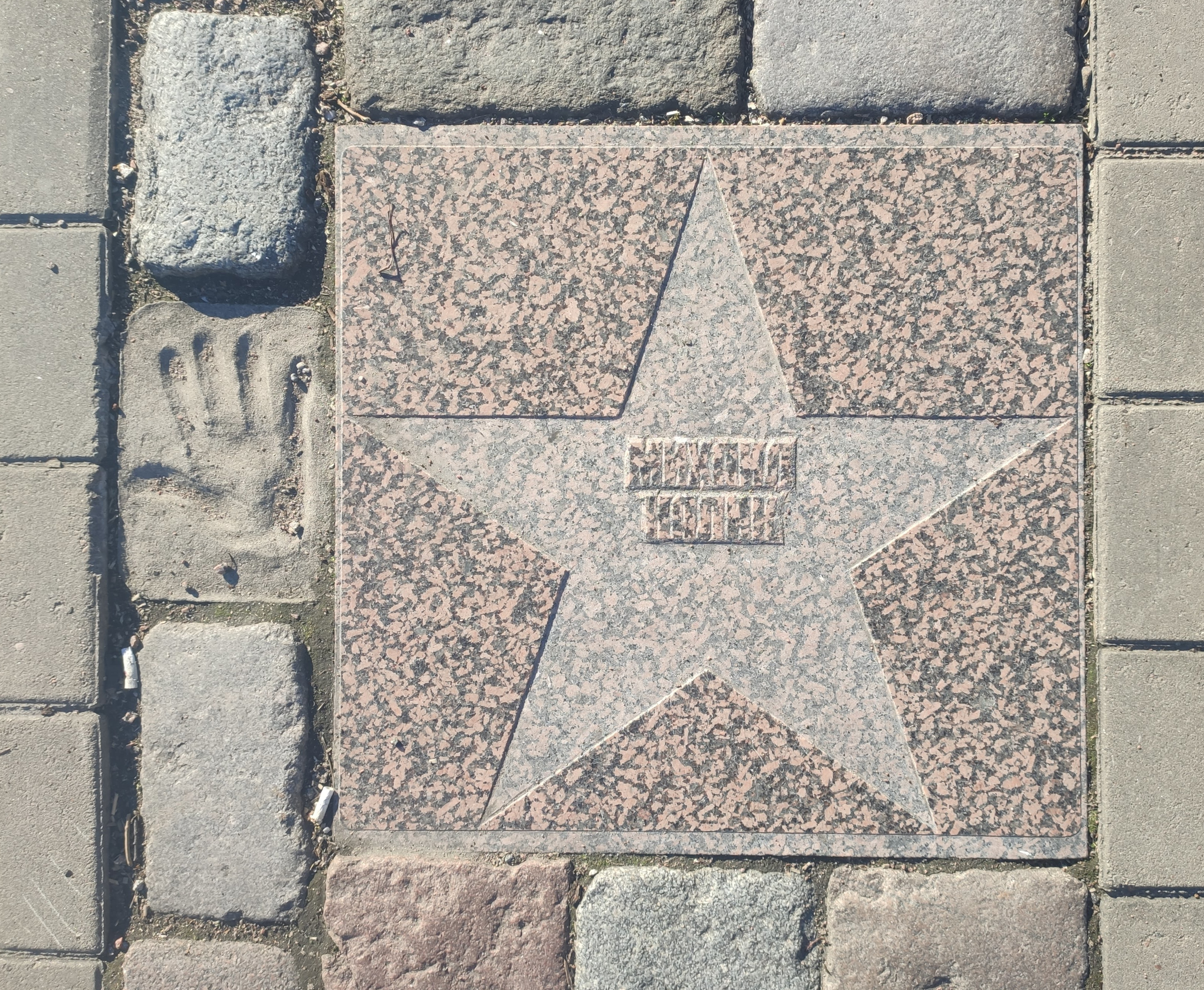
Звезда Михаила Калика на Аллее актёрской славы в Выборге

В 1971 году репатриировался в Израиль, где снял фильм «Трое и одна», после чего занимался документальным кино.
Похоронен в Иерусалиме.

## Семья
Жена — Сузанна Калик. Дочь — Юлия-Юдит (англ. Judith Kalik, род. 1965), историк и библиограф, автор монографий «The Polish Nobility and the Jews in the Dietine Legislation of the Polish-Lithuanian Commonwealth» (на иврите, Тель-Авив: Magnes Press, 1997. — 80 pp.), «Scepter of Judah: The Jewish Autonomy in the Eighteenth-Century Crown Poland» (Лейден — Бостон: Brill, 2009. — 404 pp.), «Movable Inn: The Rural Jewish Population of Minsk Guberniya in 1793—1914» (Варшава — Берлин: De Gruyter Open, 2018. — 246 pp.), «Slavic Gods and Heroes» (Routledge, 2018. — 186 pp).
Внебрачный сын.

## Фильмография
| 1958 | Атаман Кодр             | зелёная ✓ | зелёная ✓ |                                         | Первая работа в кино. Сорежиссёр (совместно с Б. Рыцаревым и О. Улицкой).                                                                          |
| 1958 | Юность наших отцов      | зелёная ✓ | зелёная ✓ |                                         | Сорежиссёр (совместно с Б. Рыцаревым), соавтор сценария (совместно с И. Алеевской и Б. Рыцаревым).                                                 |
| 1959 | Колыбельная             | зелёная ✓ | зелёная ✓ |                                         | Дебютная картина после окончания ВГИКа. |
| 1961 | Человек идёт за солнцем | зелёная ✓ | зелёная ✓ |                                         | Соавтор сценария (совместно с В. Гажиу). |
| 1964 | До свидания, мальчики   | зелёная ✓ | зелёная ✓ |                                         | В кинотеатрах демонстрировалась цензурированная версия фильма. Полная авторская версия картины появилась на экранах только во времена Перестройки. |
| 1966 | Последний жулик         |           |           | художественный руководитель             | Фильм демонстрировался на экранах ограниченным тиражом, а вскоре и вовсе был запрещён.                                                             |
| 1968 | Любить…                 | зелёная ✓ | зелёная ✓ | актёр (прохожий на площади Декабристов) | В кинотеатрах демонстрировалась цензурированная версия фильма. Картина была доработана и восстановлена в 1990 году в Израиле.                      |
| 1969 | Цена                    | зелёная ✓ | зелёная ✓ |                                         | Последний фильм режиссёра до отъезда из СССР. |
| 1974 | Трое и одна             | зелёная ✓ | зелёная ✓ |                                         | Единственный израильский фильм режиссёра. |
| 1991 | И возвращается ветер…   | зелёная ✓ | зелёная ✓ |                                         | Автобиографичный фильм совместного советско-американского производства. Последняя режиссёрская работа Калика.                                      |

## Награды
- Орден «Знак Почёта» (8 июня 1960 года) — за выдающиеся заслуги в развитии молдавского искусства и литературы и в связи с декадой молдавского искусства и литературы в гор. Москве[24].